# دختر احمق (ترانه گاربج)
«دختر احمق» (به انگلیسی: Stupid Girl) ترانه‌ای از گروهٔ موسیقی راک آمریکایی گاربج می‌باشد که در نخستین آلبوم استودیویی آن‌ها با نام خودشان (۱۹۹۵) قرار دارد. این اثر توسط اعضای گروه، دوک اریکسون، شرلی منسن، استیو مارکر و بوچ ویگ نوشته و تولید شده است. «دختر احمق» دارای متنی دربارهٔ دوسوگرایی یک زن جوان می‌باشد و تنظیم موسیقیایی آن بر پایهٔ یک خط بیس تکراری و نمونه‌ای از ضرب ترانهٔ «قطار بی‌ثمر» اثر گروهٔ کلش که در سال ۱۹۷۹ ساخته شده است.
این اثر در سال ۱۹۹۶ از سوی آلمو ساوندز در آمریکای شمالی و ماشروم رکوردز در سرار جهان منتشر گردید و چهارمین تک‌آهنگ بین‌المللی این گروه به‌شمار می‌رفت. «دختر احمق» به پرفروش‌ترین تک‌آهنگ گروه در هر دو کشور ایالات متحده و بریتانیا تبدیل شد، موفقیتی که عمدتاً به واسطه موزیک ویدئو نوآورانه و ریمیکس‌هایی بود که در سراسر جهان پخش گسترده‌ای داشتند. موفقیت این اثر باعث شد فروش آلبوم اصلی آن «گاربج»، به رتبه‌های بالای ۲۰ جدول بیلبورد ۲۰۰ و همچنین بالای ۱۰ جدول آلبوم‌های بریتانیا برسد.
این اثر با نقدهای مثبتی مواجه شد و تولید آن نیز تحسین شد. «دختر احمق» برای دو جایزهٔ گرمی، بهترین ترانهٔ راک و بهترین اجرای راک توسط یک گروه دو نفره یا گروه موسیقی، نامزد شد، همچنین برای جایزهٔ گرمی دانمارک در بخش بهترین ترانهٔ راک، جایزهٔ موزیک ویدئو ام‌تی‌وی برای بهترین هنرمند تازه‌کار و جایزهٔ موسیقی ام‌تی‌وی اروپا در بخش بهترین ترانه نامزد شد.